# 采爾克尼察

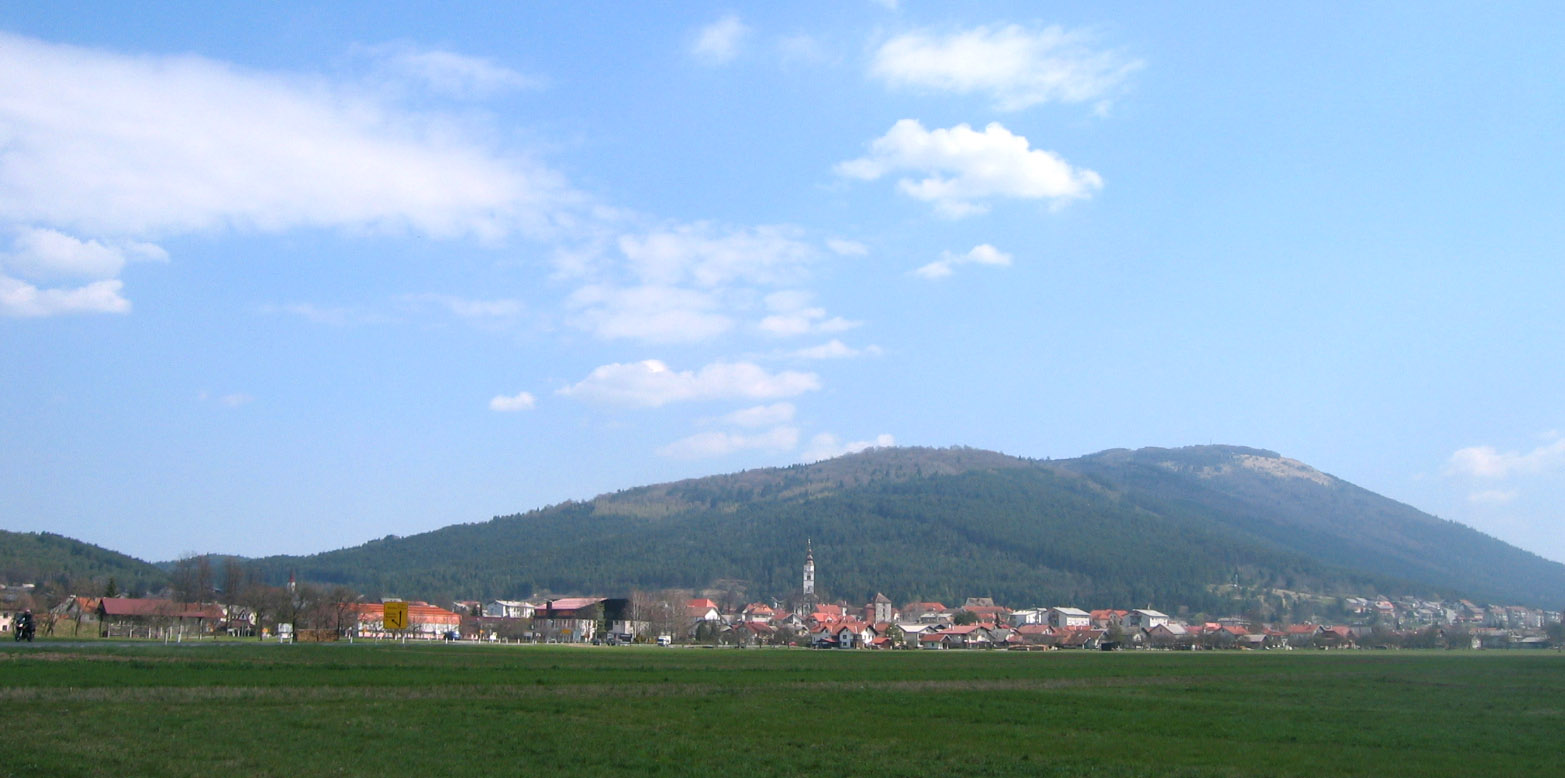

采爾克尼察是斯洛文尼亞西南部采爾克尼察市鎮内的城鎮及其行政中心。城镇面積为14.8方公里，2020年人口数量为4,018人。该镇距離波斯托伊納5公里，全國最大的湖泊采爾克尼察湖處於該鎮以南。

## 外部連結
- 采尔克尼察市镇官方网站 （斯洛文尼亚文）
- Cerknica at Geopedia （页面存档备份，存于）
- Illustrated page about Cerknica （页面存档备份，存于）